# Henrik Stridh
Henrik Stridh, född 9 april 1969, är en svensk ishockeytränare och före detta ishockeyspelare (forward), som just nu är assisterande tränare både för Luleå HF i SHL.

## Meriter (som tränare)
- 2025 - SM-guld
- 2022 - Brons i junior-VM
- 2022 - SM-silver
- 2020 - Brons i junior-VM
- 2018 - Silver i junior-VM
- 2015 - SM-brons (J18)